# Samsung Galaxy M62
Samsung Galaxy M62 — смартфон середнього рівня із серії Galaxy M, розроблений Samsung Electronics, особливістю якого став великий об'єм акумулятора. Був представлений 3 березня 2021 року. В Індії смартфон продавався як Samsung Galaxy F62.

## Дизайн
Передня панель виконана зі скла, а задня панель та рамка — з глянцевого пластику. Ззаду смартфони схожі на Samsung Galaxy M32.
Знизу знаходяться роз'єм 3,5 мм аудіо, USB-C, динамік та мікрофон, зверху — другий мікрофон, зліва — лоток під 2 SIM-картки і карту пам'яті формату microSD до 1 ТБ, а справа — гойдалка регулювання гучності та кнопка блокування, в яку вбудований сканер відбитків пальців.
Смартфони продавалися в 3 кольорах: Laser Green (срібно-зелений), Laser Gray (срібно-сірий), Laser Blue (срібно-синій).

## Технічні характеристики

### Апаратне забезпечення

#### Платформа
Пристрої отримали систему на кристалі Samsung Exynos 9825. Galaxy M62 продавався в комплектаціях 8/128 та 8/256 ГБ, а Galaxy F62 — 6/128 та 8/128 ГБ.
Смартфони отримали велику акумуляторну батарею об'ємом 7000 мА·год та підтримку швидкої зарядки потужністю 25 Вт і зворотної дротової зарядки потужністю 4,5 Вт.
Пристрої отримали 6,7-дюймовий дисплей Infinity-O (з круглим вирізом в центрі) типу Super AMOLED Plus з роздільною здатністю Full HD+ (2400 × 1080), щільністю пікселів 393 ppi та співвідношенням сторін 20:9.
Моделі отримали основну квадрокамеру із ширококутним об'єктивом на 64 Мп з діафрагмою f/1.8 і фазовим автофокусом, надширококутним об'єктивом на 12 Мп з діафрагмою f/2.2 та макрооб'єктивом і сенсором глибини по 5 Мп з діафрагмою f/2.4. Також смартфони отримали ширококутну фронтальну камеру на 32 Мп з діафрагмою f/2.2. Основна та фронтальна камери вміють записувати відео в роздільній здатності 4K@30fps.

### Програмне забезпечення
Смартфони були випущені на One UI 3.1 на базі Android 11 і були оновлені до One UI 5.1 на базі Android 13.